# Papež Klemen XI.
Papež Klemen XI. (rojen kot Giovanni Francesco Albani), italijanski rimskokatoliški duhovnik, škof in kardinal, * 23. julij 1649, Urbino, † 19. marec 1721. 
Klemen je bil albansko-arbereško-italijanskega rodu. Arbereši so krščansko-katoliški Albanci v Južni Italiji. 
Papež je bil med letoma 1700 in 1721.

## Življenjepis

### Poreklo in mladost
Giovanni Francesco Albani se je rodil 23. julija 1649 v Urbinu v ugledni plemiški družini albansko-italijanskega izvora kot prvorojenec med osmimi otroki.
Njegova mati Elena Mosca (1630-1698) je bila uglednega italijansko-bergamskega rodu, izhajajoč od plemenite družine Mosca iz Pesara. Pojavlja se sicer osamljeno mnenje, da se je rodil v Pesaru – vendar dostopni viri navajajo za rojstni kraj prvega in edinega albanskega papeža kar vsi po vrsti Urbino. Tako pišejo tudi avtorji iz Pesara.
Njegov oče Carlo Albani (1623-1684) je bil patricij, ki je izhajal deloma iz rodbine Staccoli, ki so bili patriciji v Urbinu, deloma od rodbine Giordani, ki so bili plemiči od Pesara, deloma pa od družine Albani, ki so se naselili v Urbinu prišedši iz severne Albanije v 15. stoletju; od tam so se umaknili pred muslimanskim nasiljem, da so lahko ostali zvesti krščanstvu.

### Šolanje in prevajanje
Gimnazijski študij je končal 1660 in se nato šolal na Collegio Romano v Rimu. Postal je zelo vešč latinik. 
Obdarjen z izjemnim jezikovnim talentom se je naučil prevajati iz latinščine in starogrščine. V mladosti je v latinščino prevedel Homilijo Sofronija Jeruzalemskega o svetih Petru in Pavlu  in Hvalnico svetega evangelista Marka – delo diakona Prokopija. Prevod Prokopija bodo Bolandisti  vstavili v  Acta Sanctorum  (III. zvezek, 25. april)  
V istih letih je našel v Samostanu Grottaferrata in prevedel v latinščino drugi del Meseceslova Bazilija II.. 
Vpisal se je na Rimsko univerzo La Sapienzo in doktoriral iz utroque iure, tj. iz cerkvenega in civilnega prava (1668).
V nekaj letih ga je slavna kraljica Kristina želela imeti v svoji  akademiji zahvaljujoč predstavitvi kardinala Azzolina. V tem kulturno-znanstveno-literarnem okolju so se shajali najbolj znani takratni pisatelji, pesniki, slikarji in glasbeniki. Leta 1690, leto dni po njeni smrti, so umetniki in vedeži iz njenega literarno-znanstvenega kroga ustanovili slavno Academia Arcadum, ki se ji je pridružil tudi kardinal Albani.

### Zaporedje cerkvenih služb
- 1670: kanonik kapitlja pri baziliki San Lorenzo in Damaso po zaslugi kardinala Francesca Barberinija, ki je bil njegov podpornik in ga je v svoji oporoki napravil za dediča.
- 1676-1689: poročevalec (=referendarij) Sodišča apostolske Signature (Rote) in pridobi pravico konzistorialnega zagovornika (=avvocato concistoriale);
- 1677: hišni prelat njegove svetosti; pozneje je opravljal službo upravitelja škofije Orvieto, Rieti in Sabina;
- 22. maja 1683: vikar Bazilike sv. Petra (s privilegijem da ohrani kanonikat pri San Lorenzo);
- 5. oktober 1687 - 23. november 1700: deluje v Državnem tajništvu Svetega sedeža kot tajnik za kratke načelne predstavitve za latinična pisma (položaj je opravljal do imenovanja za papeža);
- 29. oktober 1688: imenovan za kanonika kapitlja Vatikanske bazilike;
- 1690: imenovan za nadarbinskega opata opatije Casamari [18];
- 13. februarja 1690: kardinal-diakon – povišal ga je papež Aleksander VIII.. 10. aprila prevzame kardinaski naslov pri Santa Maria in Aquiro. 22. maja se odloči za naslov kardinala-diakona pri Sant'Adriano al Foro;
- 30. marec 1700: prevzame naslov kardinala-duhovnika pri San Silvestro in Capite;
- September 1700: posvečen v duhovnika; praznuje svojo novo mašo 6. oktobra v baziliki Santa Maria degli Angeli e dei Martiri v Rimu;
- 23. novembra 1700: izvoljen za rimskega papeža.

#### Različni kardinalski nazivi
13. februarja 1690 ga je Aleksander VIII. povzdignil med kardinale.
- kardinal-diakon pri Santa Maria in Aquiro je postal 10. aprila 1690; takrat je prejel tudi diakonsko posvečenje.
- kardinal-diakon pri San Adriano al Foro je postal 22. maja 1690.
- kardinal-duhovnik pri San Silvestro in Capite je postal 30. marca 1700. Ker še ni prejel duhovniškega reda, je prejel septembra 1700 duhovniško posvečenje.

- 23. novembra 1700 pa je bil v konklavu izvoljen za papeža. 30. novembra je prejel škofovsko posvečenje in 8. decembra istega leta je bil ustoličen.

## Papež
- Mladi Albani
- Medalja z likom Klemena XI.
- Odprto pismo kitajskega cesarja Kangšija [19] papežu Klemenu
- Portret papeža Klemena XI.
- Doprsje v Santa Cecilia

### Izvolitev
Po smrti papeža Inocenca XII. v jeku jubilejnega svetega leta 1700 so se na nujen poziv dubrovniškega kardinala, češ da mora sveto leto končati novoizvoljeni papež in da zato ne smejo odlašati z izvolitvijo, zbrali kardinali k papeškim volitvam. Albani je veljal kot izkušen diplomat in priznan mirotvorec. Tako je bil sorazmerno kmalu enoglasno izvoljen za papeža Giovanni Francesco Albani dne 23. novembra 1700 v Apostolski palači. V konklavu je sodelovalo 57 kardinalov, od katerih jih je bilo navzočih od samega začetka 38. Celotni kardinalski zbor je tedaj štel 66 škrlatnikov.
Zasedanja so se začela 9. novembra. Francija je vložila veto zoper kardinala Galeazza Marescottija. Največ glasov so dobivali kardinali Bandino Panciatici, Leandro Colloredo in Giambattista Spinola. K izvolitvi Albanija so odločilno prispevali glasovi tečajnikov skupine gorečih (=zelanti). Po izvolitvi je Albani zahteval tri dni za premislek in posvetovanje in je šele nato sprejel izvolitev pod določenimi pogoji. 
30. novembra 1700 mu je podelil škofovsko posvečenje kardinal dekan Emmanuel Théodose de La Tour d'Auvergne de Bouillon, a 8. decembra je sledilo umeščanje. Kardinal poddekan Benedetto Pamphili ga je tedaj tudi kronal s trojno papeško krono tiaro; ta obred je ostal v veljavi vse do kronanja Pavla VI., ki pa je krono takoj nato prodal v prid revežem. Lateransko baziliko je sprejel v posest 10. aprila 1701.
Sedež svetega Petra je zasedel star komaj 51 let; v zgodovini torej kot eden najmlajših papežev. Za njim do današnjega dne ni bilo več tako mladega papeža. Privzel si je papeško ime Klemen na spomin svetega Klemena I.; na dan izvolitve so namreč obhajali ravno god tega svetnika, kar še potrjuje, da na papeštvo ni mislil vnaprej.

### Delovanje
Čeprav se je v začetku trudil, da bi bil neopredeljen v posvetnih zadevah, so ga razmere prisilile, da se je v španski nasledstveni vojni opredelil za avstrijsko stran, ki jo je nasilno zastopal poznejši svetorimski cesar, avstrijski nadvojvoda Karel, najprej španski kralj; njegova vojska je namreč vdrla in zasedla januarja 1709 severno Italijo, dele Papeške države in napredovala proti Rimu. 
Z Utrechtskim mirom, ki je napravil vojnam konec, je papež v avstrijsko korist zgubil Grofijo Farnese, Vojvodino Parma in Piacenza, kakor tudi Comacchio.

### Versko delovanje

#### Illyricum Sacrumin zbiranje rokopisov
V času njegove papeške vladavine je bil ustanovljen znameniti Illyricum Sacrum; danes je to eden glavnih virov na področju albanologije, saj obsega več kot 5000 strani razdeljenih v več zvezkov. Najbolj sta za to zaslužna jezuit Farlati in duhovnik Coleti.
Klemen XI. je vsestransko spodbujal nakupovanje krščanskih rokopisov v sirščini iz Egipta in drugih krajev na Bližnjem vzhodu, kar je močno razširilo zbirko sirskih del v Vatikanski kinjižnici.

#### Praznik Rožnovenske Gospe
Papež Klemen XI. je - po  zmagi nad Turki pri Tekijah dne 5. avgusta 1716 v Bitki pri Petrovaradinu, ki jo je vodil princ Evgen Savojski – razširil praznik Rožnovenske Gospe – ki se še danes praznuje na prvo nedeljo v oktobru ali pa 7. oktobra – na vesoljno Cerkev. Sijajno krščansko zmago so pripisovali priprošnji Device Marije; Zato so na mestu bitke, kjer je prej stala lesena turška mošeja, jezuitje postavili božjepotno katoliško cerkev, ki je še danes obiskana romarska cerkev, ter ima glavno žegnanje prav na 5. avgusta. V spomin na prejšnji namen so postavili na kupolo poleg križa še polmesec: v znamenje, da je to kraj, kjer so častili Boga kristjani in muslimani.

#### Poblaženja in posvečenja
Klemen XI. je potrdil češčenje nekaterih bogougodnikov, ki jih je ljudstvo imelo za svetnike; ker pri nas niso znani, so dodana izvirna in po možnosti tudi njihova angleška imena. Ti Božji služabniki so: 
1. Česlav Odrovaž god 15. julija[22] (poljsko Czesław Odrowąż; angleško Ceslas Odrowaz, Ceslaus of Krakow, Ceslaus of Poland, Ceslaus of Wroclaw) 27. avgusta 1712,
2. Jakob Zadrski[23] (hrvaško Jakov Zadranin; italijansko Giacomo Illirico, Giacomo Varingez, Giacomo di Bitetto; angleško Jakov Varingez, Jakov of Zadar) 29. decembra 1700,
3. Janez Peruški (italijansko Giovanni di Perugia; angleško John of Perugia) ter
4. Peter  Sasoferatski ((italijansko Pietro di Sassoferrato; angleško Peter of Sassoferrato[24] [25],
5. Peregrin Forliški (italijansko Pellegrino Laziosi, Pellegrino da Forlì; angleško Peregrine Laziosi goduje 16. aprila) 11. septembra 1702[26],
6. Bonfilij Monaldi (italijansko Bonfiglio ali Bonfilio di Foligno; angleško Buonfiglio Monaldi god 27. septembra) 1. decembra 1717,
7. papež Gregor X. 8. julija 1713 in
8. Humbelina Julijska[27] (francosko Ombeline de Jully, Hombeline, Humbeline; angleško Humbeline of Jully) – njeno češčenje je potrdil 1703.

Stvarno pa je – poleg tega, da je nekatera starodavna češčenja potrdil – poblaženil oziroma beatificiral sorazmerno lepo število Božjih služabnikov, ki so prav tako širokemu ljudstvu po večini nepoznani:
- Sedem svetih utemeljiteljev servitskega reda:

1. Aleš Falconieri (1200 – 1310) (italijansko Alessio Falconieri; angleško Alexis Falconieri,
2. Amadej Amidejski, umrl 1266 (italijansko Amadeo Amidei, Bartolomeo degli Amidei; angleško Amadeus of the Amidei,
3. Hugo Lipski, ((italijansko Ugo dei Lippi Uggucioni /Ricovero dei Lippi-Ugguccioni; angleško Hugh dei Lippi Uggucioni),
4. Benedikt Antelski, (italijansko Benedetto dell' Antella /Manettus; angleško Benedict Dellantella),
5. Gerard Sostenski , (italijansko Gherardino di Sostegno /Sostene),
6. Bonfilij Monaldi, (italijansko Buonfiglio dei Monaldi; latinsko Bonfilius) in
7. Janez Bonajunkta, (italijansko Giovanni di Buonagiunta /Bonajuncta). [28][29], [30]
8. jezuit Frančišek Regis 24. maja 1716, [31]  (francosko Jean-François Régis; angleško John Francis Régis).

Blaženci, ki jih je posvetil, prištel k svetnikom oziroma kanoniziral: 
1. Andrej Avelinski[32] (italijansko Sant'Andrea Avellino, al secolo Lancellotto Avellino; angleško Andrew Avellino,
2. Katarina Bolonjska OSC [33] (italijansko Caterina de'Vigri, ali: da Bologna;; angleško Catherine of Bologna),
3. Feliks oziroma Srečko Kantališki (italijansko Felice da Cantalice, al secolo Felice Porri; angleško Felix of Cantalice) in
4. papež Pij V. 22. maja 1712,
5. Ponižnost iz Faenze, menihinja iz XIV. stoletja;[34] (italijansko Santa Umiltà di Faenza; angleško Saint Humility) 27. januarja 1720,
6. Sanča Portugalski (portugalsko Sancha de Portugal; angleško Sancha of Portugal) 10. maja 1705,
7. Terezija Portugalska, kraljica Leóna (portugalsko Teresa de Portugal; angleško Theresa of Portugal) 20. maja 1705,
8. Štefan Obazinski [35] (francosko Étienne de Vielzot, Étienne d'Obazine; angleško Stephen of Obazine) 1701 in
9. Bonifacij Bruseljski [36] (francosko Boniface de Bruxelles, Boniface de Lausanne; nizozemsko Bonifatius van Brussel, Bonifatius van Lausanne; angleško Boniface of Lausanne, Boniface of Brussels) njega je posvetil 1702.

## Dela
- »Documenta Catholica Omnia« (v latinščini). Cooperatorum Veritatis Societas. Pridobljeno 6. decembra 2011.

### Sveto leto 1700
Natančni zgodovinar je glede poteka svetega leta 1700, smrti Inocenca XII. in izvolitve Klemena XII. – kakor tudi zaključka svetega leta zabeležil:
| Decimo sesto Anno Santo (italijanski izvirnik) . | Šestnajsto sveto leto (slovenski prevod) |
| --- | --- |
| Decimo sesto Anno Santo Aperto fu quest’ Anno santo nel 1699 da Innocenzo XII, e chiuso nel 1700 da Clemente XI. In quell’anno Innocenzo XII approvò il culto del b. Agostino di Dalmazia dell’ Ordine dei predicatori, vescovo pria di Zagabria, poi di Lucera; ma, ritornato al Quirinale, spirò nel Signore. Il male che aggravava il Pontefice nei primi di settembre 1700 in età di ottantacinque anni, e fu sepolto nel Vaticano. Per qualche tempo furono i sacri elettori discordi nel dar ad Innocenzo XII un degno successore. Ma il Cardinal Radolovich raguseo, avendo esposto con libertà ecclesiastica a’ Colleghi il bisogno di decidersi, stante la morte di Carlo II re di Spagna, e per dare anche consolazione alla moltitudine de’ pellegrini che recavansi al Giubileo, a’ 23 novembre del 1700, fu esaltato al Pontificato il Cardinal Gianfrancesco Maria Albani d’ Urbino, malgrado la sua fresca età di cinquanta anno, ed i molti parenti suoi. In memoria della festa di s. Clemente I, Papa e martire, la cui solennità correva in quel giorno, prese egli il nome di Clemente XI. Zelantissimo pel miglior essere della Chiesa, dopo altre provvidenze, rivolse le sue cure al felice progresso dell’ Anno santo. E prima, a motivo dello straripamento del Tevere, sostituì per la visita a s. Paolo, la basilica di S. M. in Trastevere, come già ordinato avea Urbano VIII. Comandò quindi, che sotto il ponte s. Angelo vi fossero sempre alcune barchette, per dar soccorso a qualunque per avventura cadesse nel Tevere. Clemente XI, nel principio di dicembre, visitò le quattro basiliche, accompagnato dai Cardinali Baberini ed Orsini, che poi fu Benedetto XIII, e concesse l’indulgenza a tutti quelli che lo seguirono. Nella terza domenica dell’ Avvento compartì solennemente la Papale benedizione, e poscia la ripeté ogni mercoledì e venerdì alle ore dieciotto. Giunta la quarta domenica dell’Avvento, si pubblicarono due notificazioni, l’una contenente le grazie e le abilitazioni a conseguire le indulgenze del Giubileo con una sola visita al Crocifisso di s. Marcello, pei fratelli, e per le sorelle di detta compagnia, l’altra per quelli che avessero visitato nel giorno di s. Tommaso apostolo, la basilica di s. Giovanni in Laterano dall’uno all’altro vespero. Il popolo erasi cosí affollato a queste chiese, che fu d’uopo ascoltare le confessioni nelle pubbliche strade, e dispensare l’Eucaristia nella basilica lateranense fino dopo le ore ventidue. Nella vigilia del ss. Natale Clemente XI chiuse la Porta santa della patriarcale basilica vaticana colle consuete cerimonie, e colla benedizione Pontificale. Altrettanto fecero i tre Cardinali legati nel chiudere le Porte sante delle altre basiliche. Dipoi Clemente XI, ad imitazione de’ suoi predecessori, a’ 25 febbraio 1701, estese il Giubileo a tutto il mondo cattolico, mediante la costituzione In supremo militantis Ecclesiæ. | To sveto leto je odprl 1699 Inocenc XII., zaprl pa 1700 Klemen XI. Tega leta je Inocenc XII. odobril češčenje blaženega Avguština Dalmatinskega iz reda pridigarjev, ki je bil najprej zagrebški, nato lucerski škof. Ko se je pa papež vrnil na Kvirinal, je umrl v Gospodu. Bolezen, ki je papeža mučila, se je poslabšala v začetku septembra 1700 v starosti petinosemdesetih let in je bil pokopan v Vatikanu. Nekaj časa so se sveti volivci pogovarjali, da ne bo lahko Inocencu XII. kmalu dobiti vrednega naslednika. Toda kardinal Radulovich (rodom) iz Dubrovnika je s cerkveno svobodo svojim kolegom predočil potrebo, da zaradi smrti španskega kralja Karla Drugega in zaradi tolažbe, ki jo potrebujejo množice jubilejnih romarjev, z izvolitvijo ne smejo odlašati. Tako je bil že 23. novembra 1700 izvoljen za papeža kardinal Gianfrancesco Maria Albani d 'Urbino kljub starosti komaj petdesetih let in številnim sorodnikom. V spomin na praznik sv. papeža in mučenca Klemena I., čigar slovesnost je bila na ta dan, si je privzel ime Klemen XI. Goreč za večje dobro Cerkve je po drugih ukrepih usmeril svojo pozornost k srečnemu napredku svetega leta. Najprej je zaradi narasle Tibere nadomestil obisk pri Svetem Pavlu z obiskom bazilike Santa Maria in Trastevere, kot je že bil določil Urban VIII.. Ukazal je torej, da naj bo pod Angelskim mostom vedno nekaj čolnov, ki naj bi pomagali tistim, ki bi po nesreči padli v Tibero. Klemen XI. je v začetku decembra obiskal štiri bazilike v spremstvu kardinalov Baberinija in Orsinija, ki je pozneje postal Benedikt XIII. in podelil odpustek vsem, ki ga bodo posnemali. Na tretjo adventno nedeljo je slovesno podelil papeški blagoslov in ga pozneje ponavljal vsako sredo in petek ob osemnajstih. Ko je napočila Četrta adventna nedelja, je objavil dvoje obvestil: eno je vsebovalo milosti in možnosti za pridobitev odpustkov v jubileju z enim samim obiskom pri Crocifisso di s. Marcello za brate in sestre te bratovščine; drugo za romarje, ki bodo obiskali na praznik svetega apostola Tomaža Lateransko baziliko od prvih do drugih večernic. Ljudstvo je navalilo v ti cerkvi v toliki gneči, da so se morali spovedovati na javnih ulicah in se obhajati še po deseti uri zvečer v Lateranski baziliki. Na sveti večer je Klemen XI. zaprl sveta vrata vatikanske patriarhalne bazilike z navadnimi obredi; trije kardinali-legati pa so zaprli vrata pri drugih bazilikah. Po zgledu na svoje prednike je Klemen XI. nato razširil jubilej do 25. februarja 1701 na ves katoliški svet z odlokom In supremo militantis Ecclesiæ . |

### Kitajski misijoni
Klemenova prizadevanja za ohranitev miru med narodi in ohranjanje cerkvenih pravic v Evropi so doživela polom; pri mirovnih sporazumih Svetega sedeža sploh niso upoštevali z izgovorom, češ da Papeška država ni zanesljiv zaveznik nikomur; izid španske nasledstvene vojne je pomenil politično za Papeško državo pravo katastrofo in ponižanje. 
Več uspehov je žel s svojimi misijonskimi prizadevanji. Ustanavljal je misijonarske šole v Evropi; spodbujal pa je tudi misijonsko delo v tujini, zlasti v Indiji, na Filipinih in na Kitajskem. 
Toda prav tu je zaradi svoje malenkostnosti in nepoznavanja stvarnih razmer doživel še večji poraz oziroma povzročil za Cerkev še hujšo in nepopravljivo škodo. Ena njegovih odločitev v zvezi z misijoni je imela namreč daljnosežne usodne posledice: "Njegova odločitev o prepovedi tako imenovanih kitajskih obredov, s katerimi so jezuitje krščansko prakso prilagodili kitajski kulturi, je dejansko uničila cvetoče krščanstvo na Kitajskem." (Duffy) 
Ta odlok je privedel do sovražnosti med Cerkvijo in Kitajci ter povzročil zaprtje številnih katoliških misijonov, kakor tudi izgon vseh tujih misijonarjev in mučenje domačih kristjanov. Kljub temu, da je bil cesar sam osebno jezuitom in kristjanom naklonjen, je moral popustiti pod pritiskom svetovalcev, ki so razumeli papežev odlok in nerazumno ravnanje njegovega odposlanca, ki zapleteni nalogi ni bil dorastel, kot žalitev kitajskega vladarja in ljudstva. Resnici na ljubo ni bil nič kriv nuncij, saj je opravljal le nalogo, ki mu je bila zadana, in cesar ga je sprejel z vsemi častmi. Ko je pa začel razlagati, da je prišel zaradi prepovedi "kitajskih obredov", se je s tem nepričakovanim obratom cesarju tako zameril, da ga je dal zapreti. 
Taka ozka usmerjenost je veljala več kot 200 let, preden jo je papež Pij XII. šele leta 1939 umaknil. 
1. Prvi nesporazum je bil v tem, ker v Rimu nihče ni znal kitajščine.
2. Ljudje zahodne omike niso razumeli načina mišljenja ljudi z Daljnega vzhoda, ki so posedovali starodavno, toda povsem drugačno omiko.
3. Poleg tega pa glede verskih zadev stvar še danes ni tako kristalno jasna.
4. Moramo pač dopustiti, da je bila papeževa odločitev pravzaprav tudi, ali morda celo največ, posledica dolgoletnih medsebojnih trenj med redovniki: na eni strani jezuiti, - ki so jih klevetale in preganjale takorekoč vse velike evropske sile - na drugi strani pa frančiškani in dominikanci; ki se v misijonarjenju niso prilagajali domači kulturi in posledično tudi niso bili tako uspešni pri spreobračanju domačinov. Večkrat so tožili v Rim jezuitske “novotarije”, češ da "uvajajo poganske navade".
5. Če spremljamo razvoj dogodkov pazljiveje, zlahka opazimo, da si glede stališč do kitajskih misijonov pravzaprav niti sami papeži niso bili na jasnem in se je zato njihov odnos spreminjal. Nekateri papeži so nove obrede dopuščali, drugi jih trpeli, tretji – med katerimi je bil najkorenitejši ravno Klemen, pa so jih izrečno prepovedovali.
6. Očitno je pa tudi, da so bili papeži vedno manj naklonjeni jezuitom. Če spremljamo številna vtikanja velesil in njihovih poglavarjev v papeške volitve, je temu botrovala vedno močnejša zahteva, da papež prepove Družbo Jezusovo in tako ni imel nobene možnosti za izvolitev kardinal, ki bi bil jezuitom naklonjen. Izvoljeni pa se po eni strani niso hoteli zameriti jezuitom sovražnim vladarjem, po drugi strani pa so vedno bolj verjeli neutemeljenim - včasih tudi utemeljenim očitkom, ki so deževali od raznih strani, kar je imelo za posledico ne le prepovedano uporabo teh ali onih običajev, ampak skorajšnjo popolno prepoved same Družbe Jezusove (1773).[38]

Kako so se odnosili do Kitajskih misijonov Klemenovi predhodniki?
Kot odgovor na prošnjo flamanskega misijonarja Verbiesta, ki je bil vice-provincijal reda na Kitajskem, je že Inocenc XI. - ki je bil papež 1676-1689 -  dovolil kitajskim kristjanom sodelovanje pri tradicionalnih obredih, ki jih niso smatrali za verske, ampak narodne civilne prireditve. Dopis s 3. decembra 1681 je potrdil prejšnje določbe Klemena IX. in Aleksandra VII. .

II. vatikanski koncil
Popolnoma jasno odobritev prilagajanja domači omiki je nedvosmiselno odobril in celo priporočil šele Drugi vatikanski koncil (1962-1965) – ko je bila Kitajska za katoliške misijone - vsaj za dolgo obdobje - že dokončno izgubljena.

### Albanskiljaramani
Pod hudim pritiskom se verniki večkrat v zgodovini odzivajo na različne načine. Nekateri popustijo pod pritiskom in sprejmejo ugodnosti, ki jih nudi nova vera ali ideologija. Drugi vztrajajo v svoji veri, četudi so izpostavljeni norčevanju, zapostavljanju in celo preganjanju. Tretji pa hočejo "služiti obema gospodoma": na zunaj se prilagodijo vladajoči veri oziroma ideologiji, na znotraj, torej doma, pa ohranjajo prejšnje navade. Take "dvovernike" so imenovali na Kosovu ljaramane. Na širjenje dvoverstva so se odklonilno odzivali voditelji obeh ver; kot je bil Klemen XI. neizprosen do kitajskih domačih obredov, podobno je kot prvi nastopil tudi proti praksi ljaramanov. V obeh primerih je to bilo škodljivo za katoličane; seveda je bila škoda  manjša med Albanci, kjer je bilo dvovercev in odkritih vernikov manj, kot pa je bilo - ali pa bi lahko bilo v prihodnosti - katoliških vernikov med Kitajci, če bi ne motili obredni prepiri.  
Prva albanska sinoda
1703 je Klemen XI. - prvi in edin papež arbereškega oziroma albanskega porekla - sklical zbor katoliških škofov v severni Albaniji, na kateri so razpravljali o izvajanju odlokov Tridentskega koncila znotraj albanskih škofij, napredujoči nasilni islamizaciji Albanije, ko je bila plima prehodov v islam; nadalje so odrekli občestvo z vesoljno Cerkvijo skritim katoličanom, tako imenovanim ljaramanom  
Prvi albanski koncil
Papež Benedikt XIV. je na Prvem albanskem koncilu 1744 zopet javno obsodil dvoverstvo oziroma ljaramanstvo. Tudi za osmansko oblast – kakor pričujejo številne fatve – so bili dvoverci nedosledni neverniki - nevarnejši od pravih nevernikov, ter so bili podvrženi surovim kaznim. 
Škofijske sinode in rimske kongregacije so izdale zoper ljaramanstvo več odlokov; vendar so duhovniki na terenu smatrali, da v teh težavnih razmerah ne smejo popolnoma prekiniti zvez z njimi, in so jih po možnosti tajno oskrbovali z verskimi uslugami – ter zanje vodili posebne matične knjige. 
Pretresljiva izkušnja
Med svojo kanonično vizitacijo 1760 je skopski nadškof Matija Mazarek odkril, da živi v Peči veliko tajnih katoličanov. V cerkvi je k njemu pristopil po maši mlad Albanec, po videzu musliman, in ga prosil za birmo. Držeč se navodila papeža Benedikta XIV. mu je škof to odrekel; deček je na to le bridko zajokal in se brez besed oddaljil. Pozneje je nadškof uvidel, da tako postopanje škoduje katoliški veri, saj tako osramočeni in odvrnjeni od sodelovanja pri krščanskih skrivnostih laramani pogosto postajajo zagrizeni muslimani, surovejši od Turkov v odnosu do kristjanov. 

### Navedkipapeža Klemena
Papež Klemen je bil globoko veren mislec in temeljit bogoslovec. Zato ne čudi, da so njegovi pogledi in spodbude doživljale nove in nove izdaje vse do danes; vsaj njemu se te misli pripisujejo. Tako imamo tudi v slovenščini molitvenik z njegovimi mislimi, ki nam odkrivajo njegovo duhovno podobo. 
Tudi pri Ognjišču je v zbirki »Pozitivne misli« izšla tozadevna knjižica pod naslovom »Verujem, Gospod«; njegove prošnje so označene kot »iskrene, preproste in življenjske.« 
Adoro te ut primum princípium; desídero ut finem últimum; laudo ut benefactórem perpétuum; invoco ut defensórem propítium. (latinski izvirnik).
 Molim te kot prvo počelo, želim kot poslednji cilj, hvalim kot večnega dobrotnika, kličem kot milostnega zavetnika. (slovenski prevod).
Tua me sapiéntia dírige, iustítia cóntine, cleméntia soláre, poténtia prótege. (latinski izvirnik).
 Tvoja modrost naj me usmerja, pravičnost ohranja, prizanesljivost tolaži, vsemogočnost varuje. (slovenski prevod).
Curem habére innocéntiam interiórem, modéstiam exteriórem, conversatiónem exemplárem, vitam regulárem. (latinski izvirnik).
Naj skrbim, da bo v meni vladala nedolžnost, zunaj skromnost, v občevanju zglednost, v življenju urejenost. (slovenski prevod).

## Smrt in spomin

### Smrt, pogreb, nagrobnik
Globokoveren papež je gojil iskreno pobožnost do Marijinega ženina oziroma moža, Svetega Jožefa. Večkrat je molil, da bi umrl na njegov god. V letu 1721 je že veliko bolehal za jetiko; zato je prejel zakramente za umirajoče, s katerimi so takrat navadno odlašali do konca. Obiskovalcem je omenjal, da „je le eno potrebno” in „da je vse časno minljivo”. In res: umrl je na sam god svetega Jožefa, 19. Marca 1721, na rokah svojega nečaka kardinala Anibala Albanija. Rimljani, zlasti množica revežev, so ga spremljali na njegovi zadnji poti h grobu – plošči v podu Bazilike sv. Petra – kot je sam želel biti pokopan. 
Njegove uradne listine, pisma in pridige je zbral in izdal njegov nečak 1729 v Frankfurtu v dveh obilnih zvezkih. 

### Flores circundati
Malahijeva prerokba pravi o njem, da je Obdajajoče cvetje (latinsko Flores circumdati; angleško Surrounded flowers). Medaljo Klemena XI. je krasilo geslo "Flores circumdati", vzeto iz njegovega opisa v prerokbah, ki so bile v njegovem času zelo razširjene.

### Vobčilih
Secretum (Monaldi & Sorti) 

Zgodba se odvija v letu 1700, v letu dveh papežev: umira Inocenc XII.; skoraj neposredno po njegovi smrti pa je bil izvoljen za njegovega naslednika Klemen XI.. Kot omenjeno, se španska nasledstvena vojna ni končala ugodno niti za papeža (Inocencovega naslednika), niti za Papeško državo niti za Cerkev. 
Zgodba se vrti okoli pomembne listine, in zgodovina bi potekala čisto drugače, če bi Inocenc bil pri moči in bi lahko vplival na dogajanje, in še več drugih če… Pisatelja imata v romanu pri roki lahke rešitve in sicer z veliko znanja in veliko domišljije. Vsekakor bi lahko kdo dejal, da je lahko biti general po bitki in po poznanju zgodovinskih napak, ko so se že zgodile.
Zgodbo sta ob drugi izdaji Secretuma pri založbi Baldini & Castoldi 2015 - predstavila sama zakonca Monaldi & Sorti. 
Dogajanje poteka v Rimu leta 1700, ko se ulice tro svetoletnih romarjev; kardinal Spada tedaj praznuje nečakovo poroko v svoji vili. Med gosti je tudi Melani, slavni pevec in opat – obenem pa skrivni svetovalec in vohun Sončnega kralja, ki tam ni naključno. Tajni sporazum, s katerim bi Sončni kralj postavil svojega naslednika za vladarja Španije in zavaroval koristi Burbonov in Vatikana je ogrožen z vrsto nepričakovanih dogodkov. Opat Melani in njegov mladi pomoćnik ponovno stopata na pozornico kot v romanu Imprimatur; odkrivata prividno stvarnost za pajčolanom olikane ljubeznivosti v nevarnem iskanju nekega nenavadnega predmeta. 
Karel Španski je namreč umiral brez otrok, ne da bi zapustil dediče. Po splošnem mnenju zgodovinarjev je za dediča po papeževem nasvetu izbral Francijo. Zgodba pa pokaže čudne okoliščine te »svobodne« odločitve. V istem času umira tudi papež Inocenc XII., ki zaradi hude bolezni ne more nič več vplivati na dogajanje. Kardinali že prihajajo pričakujoč njegovo smrt in pogreb. Konklave je neizbežen in kardinali se že pripravljajo nanj in dogovarjajo o kandidatih za novega papeža. Zaradi potekanja svetoletnih jubilejnih slovesnosti ne morejo odlašati z izvolitvijo novega papeža. Načrti in spletke se odvijajo v vili Spada. 
To je torej v osnovi zgodovinski roman, ki bi ga zaradi napetega dogajanja lahko uvrstili tudi med kriminalke – ali pa tudi med vojni roman. Ne moremo se pa - kljub uporabljenem obilnem zgodovinskem in drugem gradivu iz tistega časa - znebiti misli, da je to v prvi vrsti vendarle domišljijski roman. Potek dejanja kaže na to, da se pripavlja grozeče ozračje, ki bo prineslo špansko nasledstveno vojno. 
V primeru oporoke španskega kralja Karla II. je zakoncema sinila misel, da s to oporoko pravzaprav nekaj ne more biti v redu, pa sta se dala na pravo detektivsko gonjo in zapleteno podjetje. Zakaj?
Ko je Karel II. leta 1700 umrl brez dedičev, je bil vladar največjega kraljestva na svetu s kolonijami od Daljnega vzhoda do Amerike. Pred smrtjo je dal jasno vedeti, da si želi za dediča habsburškega nečaka, kar je potrjeno tudi v pismih. Oporoka pa nepričakovano ne določa za naslednika Habsburžana, ampak Anžuvinca. Zakonca sta dala iz arhiva Simanca - kjer je oporoka pohranjena - na skeniranje dragoceno listino v visoki ločljivosti in jo dala pregledati ločeno dvema grafologoma, ki nista vedela en za drugega; vendar sta oba ugotovila isto: da je podpis na oporoki ponarejen; kako je do tega prišlo, pa razlaga roman »Secretum«... 
V romanu je obilo zanimivih drobnih posameznosti. Jezik je sočen in duhovit, pomešan z iskrivimi domislicami. Bralca preseneti obilica izvirnih pisnih pričevanj. 